# Podsreće
Podsreće es una localidad de Croacia en el ejido de Brestovac, condado de Požega-Eslavonia. Según el censo de 2021, tiene una población de 20 habitantes.

## Demografía
| Gráfica de población de Podsreće 1857-2021                          |
|                                                                     |
| Según los censos de población de la Oficina de Estadísticas Croata. |